# Współuczestnictwo procesowe
Współuczestnictwo procesowe – wypadek równoczesnego występowania po jednej lub drugiej stronie procesu (albo po obu stronach jednocześnie) kilku podmiotów. Współuczestnikami procesowymi mogą być osoby fizyczne, osoby prawne, jednostki organizacyjne niebędące osobami prawnymi, którym ustawa przyznaje zdolność prawną.